# 높은협공
높은협공은 3선의 돌을 4선(세력선)에서 협공하는 기법이다. 한칸높은협공, 두칸높은협공이 있다.